# Fiala Ferenc
Fiala Ferenc (Kolozsvár, 1904. december 19. – Saarbrücken, Nyugat-Németország, 1988. szeptember 14.) újságíró, kardvívó, szerkesztő.

## Élete
Fiala Ferenc a Műszaki Egyetemen szerzett építészmérnöki oklevelet, majd tanulmányait Münchenben és Párizsban folytatta. 1927-től 1944-ig a Magyar Atlétikai Club (MAC) vívója, kardvívó. 1930-ban a kardcsapat tagjaként főiskolai világbajnok, az egyéni versenyben a 2. helyen végzett. 1932-ben és 1933-ban a magyar bajnok kardcsapat tagja. 1932-től 1934-ig a Magyarság politikai cikkírója és belső munkatársa, 1934-től az Új Magyarság belső munkatársa. A magyarországi nemzetiszocialista mozgalom kezdeményezője, a Nyilaskeresztes Párt sajtóügyeinek irányítója. 1944-ben a Nyilaskeresztes Párt – Hungarista Mozgalom  sajtófőnöke, az Összetartás című lap szerkesztője, a Pesti Újság és a Magyarság politikai főmunkatársa és vezércikkírója.
1946-ban a Népbíróság mint háborús bűnöst golyó általi halálra ítélte, amit később életfogytiglani fegyházra változtatták, mivel emberséges magatartását zsidó tanúk igazolták. Majdnem 12 évet töltött börtönben, ahonnan 1956 októberében szabadították ki szabadságharcosok.
1956 októberében Nyugat-Németországban telepedett le, ahol a Magyar Egység, az Összefogás, a Hídfő, illetve az Új Hídfő szerkesztőjeként tevékenykedett. Polgári foglalkozása építész volt.

## Művei

### Fontosabb cikkek és tanulmányok
- Kémények.  Pesti Hirlap Vasárnapja,  19. sz. (1931)   18–19. o.
- Modern templomépítés.  Korunk Szava,  5. sz. (1932)   13–14. o.
- Az otthon.  Korunk Szava,  13–14. sz. (1932)   14. o.
- Szovjetsílus?  Korunk Szava,  22. sz. (1933)   378–379. o.
- A modern magyar egyházművészet diadala az Arte Sacrán.  Korunk Szava,  5. sz. (1934)   99. o.
- Örök templomok.  Élet,  21. sz. (1935)   430–431. o.
- Épülő tornyok.  Élet,  35. sz. (1935)   722–723. o.
- A katolikus templomépítészet örök irányai.  Vigilia,   (1935)   137–142. o. – Korábbi cikkeinek egybe- és összefoglalása.

### Könyvek
- Válasz az áfiumokra (Budapest, 1940);
- Erdélyi levelek (Budapest, Könyv- és Lapkiadó Rt. 1940);
- Így dolgoztak (Budapest, ÉME, 1941);
- A vörös kalapács (Budapest, Centrum, 1942);
- Ungarn in Ketten (Saarbrücken, 1957);
- Vádló bitófák. A magyar nemzet igazi sírásói (Marschalkó Lajossal, London, 1958);
- Egy hajó elsüllyedt a Dunán (München, 1960);
- Zavaros évek. A Horthy-korszaktól Kádár Jánosig (London, 1965, München, 1976);
- Berkes és a szerzetes (München, 1979);
- Egyszerű történet és egyéb históriák Politikai vázlatok (San Francisco, 1986);
- Szálasi Ferenc életrajza és a Magyar nemzetiszocialista mozgalom története c. művei befejezetlenül kéziratban maradtak.